# María Julieta García
Julieta García (Bahía Blanca, 18 de abril de 1999) es una modelo y reina de belleza argentina, ganadora del certamen Miss Universe Argentina 2021. Como Miss Argentina, García representó a Argentina en el certamen Miss Universe 2021.

## Concurso de belleza

### Miss Universo Argentina 2019
El 16 de octubre de 2019, García compitió con otras 21 candidatas en Miss Universo Argentina 2019 en el Teatro Broadway de Buenos Aires. Quedó como primera finalista frente a la ganadora de esa noche, Mariana Jesica Varela.
El 16 de octubre de 2021, García fue nominada oficialmente para el certamen de Miss Universo Argentina 2021 . Al final del evento, la sucedió Alina Luz Akselrad.

### Miss Universo 2021
Como Miss Universe Argentina, García representó a Argentina en el concurso Miss Universe 2021 en Eilat, Israel. En el 2023, Julieta García fue designada Miss Charm Argentina 2023 donde logra la primera clasificación de semifinalistas en el certamen logrando el top 10 en Miss Charm 2023 Vietnam.